# Зоран Мустур
Зоран Мустур (12. јул 1953) бивши је југословенски ватерполиста.

## Спортска биографија
Рођен је у Херцег Новом, ватерполо каријеру је започео у „Ривијери” из Ђеновића. Играо је за Јадран из Херцег Новог и ријечко Приморје. Својевремено је био један од најбољих стрелаца у Југославији. У 17 прволигашких сезона постигао је 622 гола. Дуго година био је репрезентативац Југославије, највећи успех постигао је 1980. године на Олимпијским играма у Москви када је освојио сребрну медаљу. Има бронзану медаљу са Светског првенства 1978. у Западном Берлину.
Након успешне играчке каријере, наставио је да ради као ватерполо тренер. Низ година радио је у Италији, а највећи тренерски успеси везани су за Брешу коју је из А2 лиге увео у Прву лигу, потом два пута са њима освојио ЛЕН Куп. Са Брешом је освојио и титулу првака Италије. Након Италије вратио се као тренер у Јадрану из Херцег Новог и освојио титулу првака Црне Горе.

## Успеси
Играч
Југославија
- медаље
- сребро : Олимпијске игре Москва 1980.
- бронза : Светско првенство Берлин 1978.